# 山崎貴
山崎 貴（やまざき たかし、1964年〈昭和39年〉6月12日 - ）は、日本の映画監督・脚本家・VFX制作者・アニメーション監督。長野県松本市出身。総合映像制作プロダクション白組所属。

## 来歴
長野県松本市出身。松本市立清水中学校、長野県松本県ヶ丘高等学校、阿佐ヶ谷美術専門学校卒業。
13歳の時に『スター・ウォーズ』と『未知との遭遇』に出会い、特撮の仕事を志すようになる。
1979年（昭和54年）中学3年生の夏、同級生ら約10人と一緒に８ミリフィルムによるSF映画『GLORY（グローリー）』を撮る。 地球に住めなくなった人類が、宇宙探査船『グローリー号』で新たに移住できる星を探す旅に出る。その旅の途中で地球が滅亡したという知らせを受け取る…というストーリーだった。
1986年（昭和61年）に株式会社白組に入社。CMや映画でのミニチュア製作を担当。『大病人』『静かな生活』など、伊丹十三監督作品でSFXやデジタル合成を担当する。
オリジナル作品『鵺/NUE』を企画するが、予算の面で思うように企画が進まなかったため、現実的に実現可能な規模の企画として提出した2000年（平成12年）公開の『ジュブナイル』が映画監督としてのデビューとなる。
2005年（平成17年）、『ALWAYS 三丁目の夕日』で第30回報知映画賞で最優作品賞、日本アカデミー賞の監督賞を受賞、映画監督としての確固たる地位を築いた。また、同作品は日本アカデミー賞の全部門で受賞し、2006年（平成18年）に行われた日本アカデミー賞授賞式では主演女優賞を除く全ての部門で最優秀賞を受賞している。2006年（平成18年）ブルーリボン賞でも監督賞の候補として発表されている。
2013年（平成25年）より設立されたVFX-JAPANアワードでは、『ALWAYS 三丁目の夕日‘64』が劇場公開映画部門、『friends もののけ島のナキ』が劇場アニメーション映画部門で受賞し、山崎は映画2部門でのダブル受賞となった。
2017年（平成29年）12月、東京2020 開会式・閉会式 4式典総合プランニングチームの一員に選ばれた。しかし同オリンピックの1年延期に伴い、チーム解散と共に退任。
2022年（令和4年）11月3日、ゴジラシリーズ新作で監督、脚本、VFXを務めることが発表され、2023年（令和5年）11月3日に『ゴジラ-1.0』（ゴジラ　マイナスワン）が公開された。同作は日本だけでなく海外でも高く評価を受け、第96回アカデミー賞においてはアジア映画として初めて視覚効果賞を受賞した。作品の監督が視覚効果賞を受賞するのはスタンリー・キューブリック（『2001年宇宙の旅』）以来55年ぶり2人目となる。2024年7月、日本文化の海外発信に貢献した事が認められ文化庁長官表彰（国際芸術部門）を受賞した。
2024年（令和6年）11月1日、『ゴジラ-1.0』から引き続き、ゴジラシリーズ新作映画で監督・脚本・VFXを務めることが発表された。また同月、初のハリウッド映画で英語作品となる『グランドギア（Grandgear）』の脚本と監督を手掛けることが報じられ、J・J・エイブラムスのバッド・ロボット・プロダクションズが製作、米ソニー・ピクチャーズの配給で、エイブラムスらと共にプロデューサーも務めることが明らかにされた。

## 人物
大きな影響を受けた漫画として『紫電改のタカ』と『はだしのゲン』を挙げている。
中学時代に同級生と撮った８ミリフィルムによるSF映画『GLORY（グローリー）は、その後、40年以上、行方がわからなくなり“幻のフィルム”と呼ばれていたが、2022年8月、有志による市民団体「まつもとフィルムコモンズ」が発見。山崎や同級生らを招いて「GLORY上映会」を実施。その様子と『GLORY』の一部は地域映画『まつもと日和』で見ることができる。
ゴジラシリーズのファンであると公言しており、『ALWAYS 続・三丁目の夕日』にフルCGのゴジラを登場させているほか、西武園ゆうえんちのアトラクション『ゴジラ・ザ・ライド 大怪獣頂上決戦』では映像監督を務めている。いつか撮ってみたい映画を質問された際には、強いて言うなら原作版『風の谷のナウシカ』の実写映画化を挙げている。日本映画では、『ハケンアニメ!』を鑑賞して号泣し、「映画を作ってる人が観たらやられちゃう」「良すぎて、これを観て10年また仕事ができると思った」と感想を述べるほど高く評価しており、「絶対観たほうがいい」と自分のスタッフに、ハケンアニメ!の半券をくれたら映画代を払うという啓蒙活動まで行う程だった。
白組として仕事をした映画監督の伊丹十三については、「伊丹さんはVFXをすごく楽しんでくれ、僕らとも対等に話をしてくれた。伊丹さんによる演出や、監督としての立ち居振る舞いなどをそばで見ることができたことは、今思えばとても貴重な経験でした」と語っている。BUMP OF CHICKENのファンであることを公言しており、映画の主題歌をオファーしたり、「涙のふるさと」などのミュージックビデオや、ツアーのオープニングムービーの製作を請け負ったりした。
私生活では、2012年（平成24年）4月に専門学校時代からの仲間である映画監督の佐藤嗣麻子と結婚している。
先のことは分からないとしつつ生成AIの映画制作への使用について否定的で「本能的に拒否する、どこかで見たことがあるものができあがる」と述べた。

## 監督作品

### 映画
| 年   | 題名                                                                   | 役割                                        | 備考                 |
| ---- | ---------------------------------------------------------------------- | ------------------------------------------- | -------------------- |
| 2000 | ジュブナイル Juvenile                                                  | 監督・脚本・VFX・コンセプチュアルデザイン   |                      |
| 2002 | リターナー Returner                                                    | 監督・脚本・VFX                             |                      |
| 2005 | ALWAYS 三丁目の夕日 Always - Sunset on Third Street                    | 監督・共同脚本・VFX                         |                      |
| 2007 | ALWAYS 続・三丁目の夕日 Always - Sunset on Third Street 2              | 監督・共同脚本・VFX                         |                      |
| 2009 | BALLAD 名もなき恋のうた Ballad                                         | 監督・脚本・VFX                             |                      |
| 2010 | SPACE BATTLESHIP ヤマト Space Battleship Yamato                        | 監督・VFX                                   |                      |
| 2011 | friends もののけ島のナキ Friends: Naki on Monster Island               | 監督・脚本                                  | 八木竜一との共同脚本 |
| 2012 | ALWAYS 三丁目の夕日'64 Always - Sunset on Third Street 1964            | 監督・共同脚本・VFX                         |                      |
| 2013 | 永遠の0 THE ETERNAL ZERO                                               | 監督・共同脚本・VFX                         |                      |
| 2014 | STAND BY ME ドラえもん Stand by Me Doraemon                            | 監督・脚本                                  | 八木竜一との共同監督 |
| 2014 | 寄生獣 Parasyte: Part 1                                                | 監督・共同脚本・VFX                         |                      |
| 2014 | BUMP OF CHICKEN "WILLPOLIS 2014" 劇場版 BUMP OF CHICKEN WILLPOLIS 2014 | CGアニメーション                            | ドキュメンタリー映画 |
| 2015 | 寄生獣 完結編 Parasyte: Part 2                                         | 監督・共同脚本・VFX                         |                      |
| 2016 | 海賊とよばれた男 Fueled: The Man They Called 'Pirate'                  | 監督・共同脚本・VFX                         |                      |
| 2017 | DESTINY 鎌倉ものがたり DESTINY: The Tale of Kamakura                   | 監督・共同脚本・VFX                         |                      |
| 2019 | アルキメデスの大戦 The Great War of Archimedes                         | 監督・共同脚本・VFX                         | [ 24 ]               |
| 2019 | ドラゴンクエスト ユア・ストーリー DRAGON QUEST YOUR STORY              | 総監督・脚本                                |                      |
| 2019 | ルパン三世 THE FIRST Lupin III: The First                              | 監督・脚本                                  |                      |
| 2020 | STAND BY ME ドラえもん 2 Stand by Me Doraemon 2                        | 共同監督・脚本                              | 八木竜一との共同監督 |
| 2022 | GHOSTBOOK おばけずかん yokaipedia                                      | 監督・脚本・原案・VFX・キャラクターデザイン |                      |
| 2023 | ゴジラ-1.0 GODZILLA MINUS ONE                                          | 監督・脚本・VFX・ゴジラデザイン             |                      |
| 2024 | ゴジラ-1.0/C GODZILLA MINUS ONE MINUS COLOR                            | 監督・脚本・VFX・ゴジラデザイン             |                      |
| TBA  | ゴジラシリーズ最新作 Untitled Godzilla film                            | 監督・脚本・VFX                             |                      |
| TBA  | グランドギア（原題） Grandgear                                         | 監督・脚本                                  |                      |

### テレビドラマ
| 年   | 題名                                                    | 役割 | 備考                                               |
| ---- | ------------------------------------------------------- | ---- | -------------------------------------------------- |
| 1998 | 七瀬ふたたび 超能力者・完全抹殺                         | 演出 | タイトル演出・第7,8話「心的力域」演出              |
| 2003 | 動物のお医者さん                                        | 演出 | タイトルバック演出・エンディング演出・第7,10話演出 |
| 2003 | 初恋.com                                                | 演出 | 全4話演出                                          |
| 2015 | 世にも奇妙な物語 25周年記念!秋の2週連続SP〜映画監督編〜 | 監督 | 「バツ」監督                                       |

### CM
- ロッテ「エアーズ」（2006年）
- CR新世紀エヴァンゲリオン 〜使徒、再び〜（2007年）
- 吉野家「吉野家築地一号店物語」（2016年）
- 味の素「フードロスラ どうする!?人類篇」（2024年）- 監督・VFX[25]

### PV
- BUMP OF CHICKEN「涙のふるさと」（2006年）
- BUMP OF CHICKEN「グッドラック」（2012年）
- BUMP OF CHICKEN「パレード」（2014年）
- BUMP OF CHICKEN「コロニー」（2015年）

### ショートムービー
- BUMP OF CHICKEN「Good Luck」（2012年）- 監督・脚本

## その他参加作品
- 1987年：映画 漂流教室（SFX）
- 1988年：映画 マルサの女2（SFX）
- 1989年：映画 スウィートホーム（SFX）
- 1989年：映画 どっちにするの。（SFX）
- 1993年：ゲーム スターフォックス（マペット制作）[26]
- 1993年：映画 大病人（デジタル合成）
- 1993年：映画 水の旅人 侍KIDS（SFX）
- 1995年：映画 静かな生活（デジタル合成）
- 1995年：映画 エコエコアザラク WIZARD OF DARKNESS（SFX）
- 1996年：映画 エコエコアザラクII BIRTH OF THE WIZARD（SFXアドバイザー）
- 1996年：映画 スーパーの女（デジタル合成）
- 1997年：映画 パラサイト・イヴ（デジタル合成）
- 2002年：デジスタ（NHK）（出演）
- 2004年：ゲーム 鬼武者3 （オープニングムービー演出）
  - 2004年度のSIGGRAPHのElectronic Theaterで入選。
- 2007年：テレビアニメ もやしもん（オープニング演出）
- 2008年：映画 K-20 怪人二十面相・伝 （脚本協力・VFX協力）
- 2010年：映画 秘密結社鷹の爪 THE MOVIE3 http:// 鷹の爪.jpは永遠に（友情演出）
  - FROGMAN監督とお互いにファンだったことから友情監督という名で白組と共に参加。
- 2021年：映画 キネマの神様（VFX監修・出演）

## 小説
- ジュブナイル（2000年、メディアファクトリー[MF文庫] 映画『ジュブナイル』の小説版）
- リターナー（2002年、角川書店 映画『リターナー』の小説版）
- 小説 STAND BY ME ドラえもん（2020年、小学館ジュニア文庫）ISBN 978-4-09-231345-3
- 小説 STAND BY ME ドラえもん 2（2020年、小学館ジュニア文庫）ISBN 978-4-09-231346-0
  - 小説 STAND BY ME ドラえもん 2（2020年、小学館文庫）ISBN 978-4-09-406839-9
- 小説版 ゴジラ-1.0（2023年、集英社オレンジ文庫）ISBN：978-4-08-680525-4[27]。

## 受賞歴
映画
- 『ALWAYS三丁目の夕日』
  - 第29回日本アカデミー賞
    - 最優秀監督賞
    - 最優秀脚本賞（古沢良太と共に受賞）

  - 第79回キネマ旬報ベスト・テン
    - 読者選出日本映画監督賞

  - 第27回ヨコハマ映画祭・技術賞 
  - 第11回AMDアワード・Best Directer賞

- 『永遠の0』
  - 第27回日刊スポーツ映画大賞・監督賞
  - 第38回日本アカデミー賞 最優秀監督賞・優秀脚本賞（2014年）

- 『STAND BY ME ドラえもん』
  - 第38回日本アカデミー賞 最優秀アニメーション作品賞
  - 第27回日刊スポーツ映画大賞・監督賞

- 『ゴジラ-1.0』
  - 第48回報知映画賞 監督賞
  - 第47回日本アカデミー賞 最優秀脚本賞・優秀監督賞
  - 第31回信毎賞
  - 第96回アカデミー賞 視覚効果賞（渋谷紀世子、高橋正紀、野島達司と共に受賞）
  - ブラム・ストーカー賞 脚本賞
  - 文化庁長官表彰 国際芸術部門
  - 第72回菊池寛賞

その他
- SUITS OF THE YEAR 2024 イノベーション部門
- 第23回視覚効果協会賞 ヴィジョナリー賞

## その他
- 藤子・F・不二雄大全集『SF・異色短編』2巻（2011年、小学館） - 解説を執筆。
- 展覧会「映画監督 山崎貴の世界」（2023年7月15日〜10月29日、松本市美術館 企画展示室）
- 小企画展「山崎貴監督の世界」 ―世界を席巻した『ゴジラ-1.0』の偉業を祝して―（2024年3月12日 - 31日、松本市美術館 多目的ホール）
- 展覧会 特別展「映画監督 山崎貴の世界」 映画で描かれた戦争とVFX（2024年7月4日〜11月24日、大和ミュージアム 1F 大和ホール）

## メディア出演

### テレビ番組
- ドキュメンタリー番組『映画監督 山崎貴の世界 「誰も見たことがない映像の世界を――」VFXの第一人者とゴジラ-1.0』（2023年10月7日、テレビ信州）
  - アカデミー賞視覚効果賞受賞記念 テレビ信州特別番組『映画監督 山崎貴の世界  “世界のタカシ”へ――「誰も見たことがない映像の世界を」夢を叶えた山崎少年の物語』（2024年3月23日、テレビ信州、TVer）※2023年に放送された番組の再編集版
- NNNドキュメント『映画監督 山崎貴の世界〜少年は夢を追い続ける〜』（2024年5月12日、日本テレビ）※2023年にテレビ信州で放送された番組の再編集版
- 高見沢俊彦の美味しい音楽 美しいメシ（2024年5月31日、BS朝日）[43][44]
- おしゃれクリップ（2024年10月20日、日本テレビ）[45]
- 踊る!さんま御殿!!（2024年10月29日、日本テレビ）[46]
- 新プロジェクトX〜挑戦者たち〜『ゴジラ、アカデミー賞を喰う〜VFXに人生をかけた精鋭たち〜』（2025年2月1日、NHK総合）
- 新プロジェクトX〜挑戦者たち〜『ゴジラと35人の海賊〜アカデミー賞への道　特別編〜』（2025年6月21日、NHK総合）

### ラジオ
- オールナイトニッポンGOLD『山崎貴のオールナイトニッポンGOLD 〜ゴジラ｜ニッポン放送70周年スペシャル〜』（2024年10月30日、ニッポン放送）[47]